# 양파 (가수)
양파(본명: 이은진, 한국 한자: 李銀瑨, 1979년 3월 17일 ~ )는 대한민국의 가수이다.

## 학력
- 대구대청국민학교 (졸업)
- 소선여자중학교 (졸업)
- 대구혜화여자고등학교 (전학)
- 중경고등학교 (졸업)
- 버클리 음악 대학 퓨전음악과 (졸업)

## 생애
대구광역시에서 태어났으며, 중학교 3학년 겨울방학에 친척의 권유로 서울 신촌뮤직에서 오디션을 봤다.
대구혜화여자고등학교 입학 후 가수가 되기 위해 서울 중경고등학교로 전학을 했다.
'양파' 라는 예명은 까도 까도 계속 나오는 양파의 신비한 모습에 착안해, 항상 새로운 모습을 보여주겠다는 의미로 소속사가 지었다고 했는데, 당시 양파 본인은 며칠을 밤새 울었다고 할만큼 맘에 들지 않았다고 방송에서 밝힌 바 있다.
1세대 아이돌 전성시대에 혜성처럼 화려하게 데뷔한 여고생 가수이며, 모범생이란 이미지 덕에 데뷔 당시 신드롬을 일으켰다. 정규 4집 활동 이후 소속사와의 재판으로 6년간 공백기를 가졌을 때 자신의 본명인 이은진에서 '진' 자를 뺀 '이은'으로 활동명을 바꾸려고 했으나, 결국 새로운 소속사와 논의 끝에 '양파'로 다시 활동하게 됐다.
대략 2004 ~ 2005 년쯤 나돌던 소문으로 당시 소속사인 신촌뮤직과 계약종료 후 새로 시작한다는 의미로 이름을 바꾸려고 했다고 전해진다. 애초에 양파라는 예명은 이전 소속사가 지은데다 본인은 마음에 들지 않은 채 유명해져버려서 본명을 쓸지에 대해 늘 고민이 많았다고 한다.
정규 3집 활동 후 우등생으로 유명했던 양파는 미국 버클리 음악대학에 asian scholarship 전형으로 4년 전액 장학금 받고 유학을 갔으며, 99년 당시 그녀의 입학은 버클리 음악대학이 한국 학생들에게 더욱 대중화되는 계기가 되었다. 같은 해 김동률, 그 후 윤상 등 내로라하는 엘리트 뮤지션들이 입학했다.
여타 가수들과는 다르게 한창 전성기에 유학을 선택하며 이례적인 행보를 보였다. 방학 때 귀국하여 베스트 앨범을 내거나 이듬 해 휴학을 하고 정규 4집을 내면서 활동을 이어나가다 큰 시련이 찾아왔는데, 소속사와 채무부존재 소송 끝에 2005년 양파가 승소하기 전까지 오랜 공백을 가지게 됐고, 통상적으로 가장 활발히 활동해야할 20대를 그냥 흘려보내야 했다.
2015년 기준 데뷔한 지 20년차가 되는 국민 모두가 아는 가수이지만, 의외로 공백 기간은 10년이 넘으며 이 해에 MBC <나는 가수다 3> 에 출연하여 담담하게 자전적 이야기를 풀며 큰 호응을 받았다. 2017년에 발매한 싱글 '끌림'이 마지막 디스코그래피이다.

## 활동

### 1996 ~ 2001년
서울 중경고등학교 2학년에 재학 중이던 1996년 12월 말 정규 1집 'Yangpa'로 데뷔했다.
해를 넘긴 1997년 그해 봄은 데뷔 후 곧바로 찾아온 그녀의 전성기라고 볼 수 있다. 타이틀 곡인 '애송이의 사랑'은 1997년 3월 8일 공중파 첫 1위를 시작으로 3-4월에 KBS 2TV <가요톱10>에서 최연소 골든컵 수상자의 영예를 안겨 주었으며, MBC <인기가요 BEST 50>, SBS <TV 가요 20>에서도 1위를 연달아 차지하며 the best of best, 왕중왕 등을 차지하며 더 이상 1위를 할 수 없을 때가 되어 챠트에서 내려 올때까지 도합 12주 연속 1위를 차지할 정도로 엄청난 사랑을 받았다.
이 음반은 양파의 앨범 중 가장 많은 82만 장 가량의 판매고를 올렸고 그 해 모든 시상식에서 신인상을 수상했다.
당시에는 R&B와 힙합 등 흑인 음악이 우리나라에 막 소개되던 시기였다. 솔리드의 김조한을 통해서 최초로 가요계에 R&B가 모습을 드러냈지만 여자 가수는 아직까지 나타나질 않았다. 한영애, 박미경이 흑인 음악의 영향을 많이 받은 창법을 구사했지만 한영애는 소울 음악, 박미경은 유로 댄스와 발라드 음악을 다루었기에 R&B와는 거리가 있었다. 'R&B 남자 가수가 있으니 이제 여자도 R&B를 보여줄 때가 되지 않았나' 하는 대중들의 기대가 있었고, 때마침 그 틈새를 양파라는 어린 고등학생 소녀 가수가 파고든 것이다.
양파 역시도 정통 R&B 와는 거리가 좀 있었지만 자유자재로 기교를 부리고 극적인 완급조절을 하는 모습이 기존 가수들에게는 볼 수 없는 모습이었고, R&B 가수들이 흔히 쓰는 방식이라 대중들에게 '저게 진짜 R&B구나'라는 인식을 심어주기에 충분했다.
그도 그럴 것이 앨범 프로듀싱부터 작곡가, 세션 등 전부 미국인들 (MI 출신의 음악가들과 SONY 산하의 프로 작곡진들) 로 구성되었고, 가사만 한국 제작진이 참여, 미국에서 체류하며 노래 녹음까지 했으니 당시 가요와는 다른 본토 팝 음반에 가까웠다.
실제로 영어가사로만 된 곡이 2곡이었고, 영어를 잘하는데다 한국어로 노래할 때엔 간드러지는 한국적 정서까지 표현해내며 대중들의 귀를 단번에 사로잡을 수 있었던 것이다. 고등학생이라기에는 성숙된 곡 해석능력과 재능면으로는 신동소리를 들었으며, 대중적으로 현재까지도 R&B 여자 가수들 중 최고의 임팩트를 기록한 노래가 바로 '애송이의 사랑'으로 기록되고 있다.
또한 1년 뒤에 등장한 여고생 아이돌 S.E.S. 가 유사한 방식으로 성공적으로 시장에 안착하는 데 적지 않은 영향을 주었고 이 후로도 진주, 박정현, 박화요비, 애즈원, J, 박기영, 유미, 린, 거미, 빅마마, 버블시스터즈, 가비엔제이, 씨야, 다비치, 에일리 등 수많은 R&B 기반 여가수들의 등장에 시초라 할 수 있다.
이들 중 분명히 양파보다 뛰어난 실력을 가진 가수도 있고 양파 이상으로 스테디셀러로 남긴 노래도 있겠지만 신드롬 급의 대중적인 폭발력 면으로 '애송이의 사랑'을 넘는 노래는 아직까지 나오지 못하고 있다. 당장 지금도 50만장 이상, 거의 100만장 가까이 기록한 앨범이 양파 1집 말고는 없다.
게다가 '애송이의 사랑'이란 곡은 당시 디즈니 OST를 작업하던 미국 SONY 산하의 작곡가 mike taplinger (마이크 태플링거)의 작품으로 당시 발라드와는 색깔이 많이 다른 본토 팝이었기에 음악인들과 평론가들 사이에서도 수작이라 평가받으며 신드롬에 더욱 일조했다 보인다. 그나마 이들 중 '애송이의 사랑'과 비견될 만한 앨범은 빅마마 1집이 있지만 이 경우는 꾸준히 사랑받은 경우이고 양파처럼 단기간에 스타가 되어 대중들에게 충격을 남긴 것은 아니었다.
한가지 더라면 1990년대 후반, 이제 막 아이돌의 개념이 생기고 있던 시절 10대답지 않은 가창력을 가지고 있었고, 진짜 아이돌로 취급받지는 않았지만 10대 가수였기에 청순 컨셉 아이돌처럼 풋풋한 이미지를 가지면서도 가창력에서 더욱 뛰어났기에 주목받을 수 있었다. 노래가 대중들에게 크게 어필했던 것도 한 몫했지만 덤으로 당시 학교에서 전교권에 드는 우수한 성적으로 '공부도 잘하고 노래도 잘하는 엄친딸' 이미지를 가진 최초의 가수로 큰 인기를 누리면서 전성기를 이어 나갔는데, 1997년 11월에 1집 활동 후 당시 수능을 치던 도중 언어 영역이 끝난 후 장유착과 급성맹장염으로 쓰러지는 바람에 남은 시험을 치르지 못해 본인이 원하는 대학을 못가는 사태가 발생했다. 고2 겨울방학에 데뷔를 하는 바람에 고3 수험생 시절을 제대로 준비하지 못했다고 했는데, 그럼에도 1집 활동으로 떨어졌던 성적이 다시 올라 신문을 통해 공개된 마지막 모의고사 점수로는 연대 정외과를 지망한다고 방송에서 얘기했었다. 당시에 양파의 모의고사 점수는 어떻게든 유출이 돼서 스트레스가 심한 나머지 이름을 이은집으로 마킹하기도 했는데, 그 사실조차도 언론에 보도될 정도로 시달렸다고 한다. 수능 당일, 양파와 같은 수능장에 있었던 수험생들 역시 학교 앞을 지나치게 점령해있던 공중파, 케이블 등의 방송매체들과 경호원들 또 응급실 후송 소동 때문에 영향을 받아 제대로 시험을 보지 못했고, 이 때문에 대중의 원성을 사 '원래 공부를 못했는데 실력이 들통날까봐 아픈 척 연기한 것 아니냐'는 소문에 시달려야 했다. 그녀의 인기는 10대 청소년층의 지지가 절대적이었기에 이 사건으로 이미지 실추를 염려한 소속사에서는 발빠르게 준비한 2집을 출시하기로 한다.
그러한 악재 속에도 97년 연말 마무리는 성대하게 하게 된다. 제 8회 스포츠 서울 서울 가요 대상 신인상, 제 12회 대한민국 영상음반 대상 신인상, KMTV 가요대전 최우수 신인가수상, KBS, SBS, MBC 가요대전 신인상 수상 등 그 해 전 어워드 신인상을 석권한다.
1998년 1월에 정규 2집 'Neverland' 를 발매하고 '알고 싶어요!'라는 곡으로 활동했을 때는 수능이 불과 두 달 밖에 지나지 않았었다. 앨범이 나온 게 그 당시 쓰러져 실려 갔을 때 몰래 앨범을 준비한 것 아니냐는 의혹을 받기도 했는데, 양파는 맹장수술 후 회복기를 가지고 싶었으나 본인 의사와는 다르게 회사의 종용으로 녹음에 임해야 했다고 인터뷰에서 밝혔다.
수능 사건의 여파가 채 가시기도 전에 성급하게 활동을 한 탓인지 1집의 폭발적인 인기에 못 미치며 소포모어 징크스에 빠졌다. 물론 IMF로 타격을 받아 음반 판매량도 거의 절반 가까이 감소했지만, 그마저도 여가수 총 판매량 탑에 드는 수준이었다. 사실 1집이 워낙 큰 인기를 끈 것이지 2집이 인기가 없었다는 소리는 아니며 2집도 최고 4위까지 랭크되면서 인기를 이어갔고, 이렇다 할 경쟁자가 등장하지 않아 한국 최고의 R&B 여가수라는 수식어를 그대로 이어가며 98년 5월에서 6월까지 첫 전국투어 단독 콘서트를 성공리에 마치게 된다.
2집 활동 후 학업을 중시하던 양파는 수능 사건이후 이적, 김동률 등 음악선배들의 조언으로 국내 대학 진학을 포기하고 유학을 결심한다. 당시 대중들은 모범생이었던 양파의 재수에 관심이 많았는데, 98년 7월 버클리 음악대학에 입학허가를 받고 장학금 오디션에 합격해 전액 장학금을 받고 입학하기로 했다는 기사가 뜬 후 많은 또래 팬들의 아쉬움이 컸다고 한다.
1999년 6월 말, 지금껏 양파 본인이나 팬들이 꼽는 최고의 명반인 3집 '개구리 연못 속의.. 날다' 로 컴백했다. 타이틀곡은 슬픈 발라드곡 'A`ddio'. 한 여름에 이례적이게 마이너 발라드로 컴백했으며 장르나 깊이 면으로 넓어진 음악적 스펙트럼과 가창력 또한 업그레이드 된 모습을 보여주며 발표 후 신나라레코드 가요 판매 집계에서 6주 연속 1위를 기록하는 기염을 토했다. 음악 프로그램에서도 1위를 하는 등 최종 판매량은 68만장 정도로 앨범 판매량과 노래 인기로는 1집 다음으로 많은 사랑을 받았으며 연달아 '애이불비', '그녀 안의 나', 'missing you' 등 수록곡들이 꾸준히 사랑받으며 인기를 회복하고 더 이상 아이돌 이미지의 학생 가수가 아닌 뮤지션으로 인정받으며 꾸준히 활동할 수 있는 음악적 기반을 탄탄히 다졌던 시기였다.
이 때부터 양파의 프로듀싱 능력이 적극 발휘되는데, 2집에서는 영어 나레이션 작사 정도로만 참여하던 수준에서 3집에선 공동 프로듀서로 이름을 올리고, 신재홍, 심상원, 김현철, 조규찬, 조규만 등 참여 뮤지션을 직접 컨텍하고, 당시 본인이 즐겨 읽던 에밀리 디킨슨의 시집에서 인용한 앨범 제목을 짓는 다던지, '지옥에서 보낸 한 철' 이라는 랭보의 시 제목을 비튼 '지구에서 보낸 한 철'이란 다소 독특한 자작곡을 수록하는 가 하면 '나쁜 혈통', '나비의 비행', '애이불비' 등 당시 아이돌 음악 세계관과는 다른 정서의 독특한 제목들을 많이 사용했는데 이들 모두 양파의 아이디어였다고 한다.
그녀는 'A`ddio' 활동을 마치고 미국 보스턴의 명문 버클리 음악대학에 전액장학생으로 유학을 가게 되면서 6월부터 9월 초 입학 전까지 꽉찬 활동을 하고 진짜 노래 제목처럼 홀연히 떠났다. MBC '인기가요 베스트 50'에 처음 그녀를 데뷔시킨 이흥우 피디가 제작하던 연예 소식 전문 프로그램에 유학생활을 영상으로 전하며 대중들과 꾸준히 소통하기도 했고, 99년 12월 겨울방학 중에 팬들 사이에서 최애 명곡으로 평가받는 '다 알아요'를 타이틀로 건 베스트 앨범을 발매했다. 특히 이 곡의 뮤직비디오에 담긴 양파의 보스턴 유학시절 모습으로 팬들은 한국 활동 없는 허기를 달래야 했다.
2000년 3월 봄 방학, 미국 SONY 산하의 '마이시스린' 이라는 기획사에서 미국 진출 앨범 작업을 시작하게 된다. 97년 베이비페이스 내한 당시 라디오 생방을 위해 MBC본관 엘레베이터를 같이 타면서 우연히 만나게 된 인연은 유명한데, 양파가 그를 먼저 알아보고 깜짝 놀라 소리를 지르며 팬이라고 말을 건냈고, 당시 베이비페이스의 한국 프로모션을 담당하던 워너 브라더스를 통해 베이비페이스가 양파의 자료를 요청해 만남이 성사되었다. 그런 발단으로 LA에서 미국 진출을 목표로 작업을 하던 양파는 그 해 가을 기획사의 부도로 결국 준비했던 음반을 내보지도 못하고 접어야 하는 일을 겪게 된다.
2000년 5월 버클리 휴학 후 미국에 체류하던 중 , 8월 24일 LA 다저스 스타디움에 초청되어 박찬호 선발 등판 전 미국 국가와 캐나다 국가를 불렀다.
2000년 9월 양파는 서울 쌈지 스페이스에서 열린 <불구속 입건 퍼포먼스 프로젝트> 에 작가로 나서 비디오 아트를 출품하며 '창작의 자유에 대한 침해' 를 풍자, 직접 연기까지 하며 새로운 영역으로 발을 넓혔는데, 평소 찐팬들 사이에는 양파의 예술적 관심사가 다양한 것이 많이 알려져 있기도 하다.
2000년 12월 31일 일본 NHK 한일문화교류 행사에 참여하게 된다. 데뷔 초부터 우타다 히카루와 비교되면서 일본 팬들도 생겼고 일본 음반 업계의 러브콜이 있었지만, 아직 학생신분이어서 자유로이 일본을 다닐 수 없는 상황인데다 당시는 시기가 SM ent가 보아를 일본에 진출시키는 시기보다도 빨라 신촌뮤직으로선 일본 활동을 적극적으로 성사시키진 못했던 것 같다.
2001년 4집 'Perfume' 을 가지고 국내 음악계로 다시 컴백한 그녀는 직접 작사한 타이틀 곡 'Special Night'으로 공중파 순위프로그램을 시작으로 활동을 이어나간다. 점점 성장해가는 양파만의 색깔이 가장 뚜렷해진 앨범이라고 평가받는 4집은 프로듀싱뿐만 아니라, 자작곡 3곡에 작사만 7곡을 하면서 안정된 모습을 보여줬다. 유학 중이었기에 활발한 활동은 하지 못했지만, 발매와 동시에 무난히 챠트 10위권에 안착했고 40만장에 가까운 판매고를 올리며 유학 후 인기가 예전만 못하단 우려가 기우에 불과하단 것을 증명했다.
그 해 5월 평소 봉사활동에 관심이 많아 지미 카터 대통령, 사랑의 집짓기 (Habitat for Humanity) 자선기금마련 행사에 참여, 직접 집을 짓기도 했다.
유학 도중에 발매된 당시 절친이던 김동률의 정규 2집 '希望'의 수록곡 "벽"에 피처링으로 참여한 바 있다.

### 2001 ~ 2006년
4집 활동이 끝나고 5집이 나오는 데 6년이라는 오랜 기간이 걸린 것은 소속사 갈등 때문이었다. 1997년 당시 계약이 정규앨범 5장 발매로 되어 있었는데 양파는 "3.5집을 포함해서 5장을 냈으니 계약이 끝난 거다" 라고 주장했고, 소속사 측은 "그렇지 않다. 5집까지 내야한다"는 입장 차이가 드러나면서 소송으로 이어졌고 결과적으로 법원에서 양파의 손을 들어주었다. 계약은 앨범의 장수와 관련없으며, 3년의 계약기간이 지난 뒤에 이미 만료된 것으로 판정났다.
이 소송으로 인해 여자 솔로로는 최고의 인기를 구가하던 양파는 이수영, 박정현 등이 활발하게 활동하던, 양파 역시 최전성기로 활동하고 있었어야 할 2000년대 초를 칩거하며 보냈다. 심지어 소송을 하는 사이 소속사는 2003년 베스트앨범을 발매하여 가수를 망치는 행보를 보였으며 승소 후 2005년 새로운 소속사를 만나게 된다.
소송 중에도 몇몇 작업에 참여했는데, 당시 소송 중에 가수 양파로 음악 활동을 하거나 음반을 내면 가처분 신청을 전 소속사에서 악의적으로 낼 수 있기에, 가명을 쓰며 참여한 단 하나의 앨범이 있다. 절친 정재일이 프로듀싱한 2004년에 발매된 김민기의 복각 앨범 <공장의 불빛> (Light Of A Factory) 인데 '서곡 (Overture)'과 '공장의 불빛' 두 곡에 '이은' 이라는 가명으로 가창에 이름을 올렸다.
2005년 3월, 김지운 감독의 역작이라 평가받는 느와르 영화 '달콤한 인생' OST 에 참여하기도 했는데, 주제가 '달콤한 인생 lll' 를 직접 작사하고 불렀다. 평소에 김지운 감독의 팬이라 제안을 받았을 때 흔쾌히 수락했는데 김감독도 양파의 팬이라 녹음 당일 스튜디오에서 들렀고, 양파도 최선을 다해 녹음했다는 후문이다.
이 곡의 뮤직비디오는 이병헌이 직접 편집을 하며 뮤직비디오 감독으로 데뷔하는 작품이었는데, 오랜만에 출시된 노래라 골수팬들의 호응이 좋았다고 한다.
2005년 5월에는 24회 모다페 (국제현대무용제)에서 아티스트 사사[44]의 '쇼쇼쇼:쇼는 계속되어야 한다를 재활용하다' 에 무용수로 출연하며 또 한번 새로운 장르에 도전했다.

### 2007 ~ 2009년
2007년 정규 5집 'The Windows Of My Soul' 로 컴백했다.
예전과 다름 없는 호소력 짙은 목소리에 더욱 안정된 기교까지 더해졌고, 의상 컨셉와 외모도 여성미가 물씬 풍기는 성숙한 모습으로 돌아왔는데, 새 소속사 팬텀엔터테인먼트가 컴백 전부터 언론플레이를 대대적으로 한데다 컴백 첫 방송으로 라이브 프로그램인 KBS2 <윤도현의 러브레터> 에 나와 비욘세의 'Listen' 을 부른 것까지 화제가 되면서 6년만의 컴백 자체가 이슈를 모았다.
당시 언론에 따르면 신비주의 가수 서태지 말고는 6년 이상의 오랜 공백 후 성공적인 컴백은 전무했는데 6년 만의 양파의 컴백은 또다시 큰 반향을 일으켰다. 연일 "양파 리슨"이라는 키워드가 실시간 검색어 1위에서 떨어지지 않았고, <윤도현의 러브레터> 게시판에 무대에 대한 팬들의 소감과 컴백 축하 글들이 폭주해 서버가 마비되기도 했다. 리슨 커버 열풍이 시작되어 유명 연예인부터 일반인들에 이르기까지 퍼져나갔고, 결과적으로 멜론 등 음원 순위 사이트에서 타이틀 곡 '사랑..그게 뭔데' 가 1위로 진입하며 연속 12주 1위의 기염을 토했다.
하지만 뜨거운 화제성과 12주 연속 판매 1위라는 성과와는 달리 5집에 대한 평가는 다소 비판적이었다.
특히 양파의 기존 음악색은 대중성보다는 음악성에 기반을 두고 정체성이 뚜렷했다면 긴 공백을 깬 타이틀곡 '사랑..그게 뭔데'는 당시 히트곡 백지영의 '사랑 안 해'와 아주 흡사해 음악적으로 쌓아올린 뮤지션 양파만의 색깔이 사라졌다는 평이 많았다. 그도 그럴 것이 주로 자기만의 색이 뚜렷한 싱어송라이터가 대거 참여하던 앨범 색깔에서 박근태, 김도훈 등 유명 히트 작곡가가 많이 참여해서 도리어 고유의 색깔을 없애고 과하게 대중 지향적인 음악으로 돌아온 것 아니냐는 지적을 받은 것이다. 여담으로 '사랑..그게 뭔데'의 끝 부분에 카논이 샘플링되어 있다.
대중 지향적인 앨범을 내는 것에 대해 양파가 음악 전문 커뮤니티 izm과의 인터뷰에서 생각을 밝힌 적이 있다. 하고 싶은 음악을 하는 것도 일단은 어느 정도 자리가 잡혀야 가능하니까, 6년 만에 컴백하는 만큼 대중성에 신경을 쓸 수 밖에 없었다고. 타이틀곡 '사랑..그게 뭔데'의 창법이 촌스럽게 느껴지는 것도 그렇게 의도했기 때문이라고 한다. 인터뷰에서 엿보이듯 성공적인 컴백을 위해 자신의 주장을 굽히고 타협한 점이 있었다고 보인다.
그리고 후에 인터뷰에서는 '애송이의 사랑', 'A`ddio' 등 소위 '양파 음악'이라고 불리는 노래들도 자신의 취향과는 거리가 있기에 딱히 본인이 하고 싶은 노래를 타이틀로 내세운 적은 없었다고 한다. 즉, 1~4집도 당시 대중이 선호하는 노래를 불러 사랑을 받았고, '양파 노래' 라는 것도 그런 과정을 거쳐 만들어진 것이지 '이은진' 만의 음악을 선보인 적은 없다는 것이다. 그래서 2002~2003년 경에는 '양파'를 버리고 정말 좋아하는 음악들로 앨범을 채워볼까 생각했지만, 소속사 문제도 있고 일단은 하고 싶은 음악을 위해 발판을 마련하는 것이 우선이라고 봤다고 한다. 또 어렸을 때부터 실패에 민감해서 다음 앨범도 타이틀곡은 대중성 있는 노래를 내세우고, 실험적인 음악은 수록곡으로 선보이고 싶다고 밝혔다.
양파의 이런 생각은 후에 발매된 앨범에 반영된 듯하다. 미니 1집 'Elegy Nouveau'를 보면 수록곡 5곡 중 2곡을 작곡하고 3곡을 작사할 정도로 앨범에 많이 참여했음에도 다른 사람이 작사, 작곡한 대중적인 곡을 타이틀로 삼았다. 물론 타이틀곡 선정에 본인의 뜻이 안 들어갔을 수도 있다. 당시 기획사가 이효리한테 감을 선물로 받았다는 그곳(코어콘텐츠미디어)이라서.
어쨌든 음악적으로는 다소 비판을 받았지만, 뜨거운 화제성에 빵빵한 대중성이 더해져 ' 사랑..그게 뭔데'는 음원 차트를 올킬하고 큰 인기를 모으면서 1집 이후 10년 만에 가요 프로그램에서 1위를 차지했으며 5집은 2007년 여가수 앨범 중 판매량 1위를 기록했다. (SBS <인기가요>에서 3주 연속 1위인 트리플 크라운, Mnet <엠카운트다운>, KM <쇼! 뮤직탱크>에서 1위) 음반은 10만 장 가까이 팔렸고, 음원이 당시에 음반보다 우세로 가던 상황이었는데 15억 가까이로 추산된다.
'사랑.. 그게 뭔데'의 활동이 끝나고, 후속곡 '그대를 알고'와 'Marry Me'로 활동했다. '그대를 알고'도 SBS <인기가요>에서 3주 연속 Take 7에 오르는 등 좋은 반응을 얻었는데 녹색지대의 '사랑을 할 거야'를 표절한 거 아니냐는 의혹이 나왔다. 이에 대해 소속사와 작곡가 모두 표절이 아니라고 해명했다. 두 번째 후속곡인 'Marry Me'는 재즈풍의 빅밴드 음악인데 양파가 직접 작사 작곡한 곡 중에 활동을 한 첫 곡이다. 기존의 양파 활동곡들과 달라 신선해 보인다는 평이 많았는데, 주로 타이틀 곡이 슬픈 발라드였던 양파는 이 곡을 부를 때 만큼은 춤도 추며 웃는 얼굴로 방송을 해서 그랬던 모양이다.
5집 활동이 끝나고 2007년 11월 24일과 25일, 이화여자대학교에서 콘서트 <SHOW, SHOW, SHOW>를 열었다. 등장부터 기구를 타고 올라와 2시간 넘게 빅 발라드를 소화했고, 게스트로 출연한 원더걸스와 'Tell Me' 춤을 함께 선보이기도 했으며 수십명의 마칭밴드가 갑자기 등장하거나 '잃어버린 시간을 찾아서'라는 곡에서는 광활한 자연을 표현하기 위해 남아프리카인 민속 관악기 전문가까지 등장해 콜라보 무대를 꾸미는 등 오랜만의 컴백인만큼 대규모 공연에 아낌없이 투자했다.
하지만 5집 활동이 끝나고 유럽 여행을 갔다 온 사이에 회사 주인이 바뀌었고, 공중분해된 뒤 상장폐지되어 또 다시 소속사를 옮기게 된다.
그 후 2009년 4월 당시 SG워너비, 다비치, 티아라, 옥주현, 이진의 소속사였던 코어콘텐츠미디어로 옮기는데 이효리가 바로 전에 몸담았고 계약종료 후 공개저격한 그 소속사이다. 그 유명한 김광수 대표가 양파에게 러브콜을 보냈던 게 여러번이었다고 한다.
2001년 드라마 명성황후 OST 에 참여시키며 전속계약을 하고자 했으나 불발되었고, 다시 한번 2007년 성공적인 컴백을 했을 때도 체조경기장에서 공연을 제작하며 러브콜을 보냈다가 결국 2009년에 전속계약을 체결하게 된다.
2009년 여름, 소속사를 옮긴 후 처음이자 5집 앨범 후 2년 만에 음원을 공개했는데 , MBC 드라마 <혼>의 OST인 '령혼'. 납량특집 드라마 배경음악답게 잔인한 가사와 음산한 분위기가 특징이다. 이 곡은 하이브의 수장인 방시혁이 작사, 작곡한 곡으로 발매 당시 바로 1위로 진입했다. 그 후에 첫 음방으로 MBC <쇼! 음악중심> 에 출연했을 때 검은 망사로 얼굴을 다 감싸고 나와 시청자들에게 충격을 안겼다. 성형수술을 해서 다 가리고 나온 거 아니냐는 의혹도 있었는데, 양파와 소속사 측은 노래의 콘셉트가 '공포' 라서 그에 맞는 스타일링을 했을 뿐이라고 밝혔다. 당시 평소대로 리허설을 하고, 생방에서만 얼굴을 가려 성형의혹은 사실무근이라 밝혀졌지만, 의도치 않게 방송사고가 되었다. 이 복면 사건으로 령혼의 활동은 종료되었으며 다음 앨범 준비에 돌입하게 된다.
당시 업계에서 코어콘텐츠미디어는 잘 나가는 여가수들의 무덤이라는 우스개가 있었는데 그러고 보면 이효리, 옥주현, 양파 등 내로라하는 당대 여가수들이 그 곳에 가서 옛 명성을 잇지 못하고 도리어 망해서 나오는 형국이었기에 그런 게 아닌가라는 평가이다.

### 2011 ~ 2014년
그리고 2011년 3월 말, 2년 만에 미니앨범 'Elegy Nouveau'를 발매했다.
앨범 총 5곡 중 2곡을 작곡하고, 3곡을 작사했다고 한다. 'Elegy Nouveau'의 수록곡 뿐 아니라 5집 'Marry Me', G.NA의 'Black & white', f(x)의 'All Night'의 가사를 보면 이쯤 되면 이런 재미있는(?) 가사들이 양파가 추구하는 스타일 아닌가 싶기도. 양파는 작사가로도 다양한 작업을 하기도 했는데, 지나, 티아라, 서인영, 이승기, f(x) 등 작사를 하며 저작권료 연간 순위 10위권 안에 들어 저작권협회 정회원에 등극했다. 이 미니앨범으로 목소리는 예나 지금이나 청아한 미성으로 한국인들의 정서에 딱 맞다는 평가를 받았고 또 유학파라 나름 음악 실력이 출중하긴 한데, 음악적 성취가 조금 아쉽다는 평가를 받았다. 유학 가기 전에는 터질 듯 안 터지는 완급조절이 매력적이었는데 유학 후에는 매우 한국적 가요창법이 강해졌고, 5집 프로듀서였던 작곡가 김도훈과 참여 작곡진들에 대한 골수팬들의 평가는 불호가 강했다. 또 김광수 대표의 취향이었는지는 모르겠으나 코어콘텐츠미디어로 소속사를 옮긴 후에 심수봉과 이미자를 대놓고 노린 게 아닌가 하는 평이 많았다. 그도 그럴 것이 제목도 '엘레지 누보'였으니 말이다.
그에 대해 양파는 자신이 가진 한국적 정서를 새로운 엘레지로 해석했던 것이라고 했는데, 오랜 양파 팬들의 좋지 않은 평가에도 대중적 반응과 활동할 때 성적은 좋은 편이었다. 타이틀곡 '아파 아이야'는 음원 차트와 음악방송 차트에서 3위 안에 진입했다.
예능 프로그램에도 출연했는데 , KBS2 <해피투게더 3> 에 출연해서 신비주의 때문에 활동하면서 예능 프로그램은 거의 출연하지 않았고, 영화 출연 섭외나 자기 이름과 연관된 상품들 CF가 들어와도 다 거절했는데 돌이켜보니 아쉽다고 밝혔다.
당시 가요계는 지금관 다르게 뮤지션은 음악만 해야 더 진정성있다고 쳐주던 시대여서 그랬던 게 아닌가 싶다. 한편 코어콘텐츠미디어의 늘 물의를 일으켰던 과한 언론플레이로 누리꾼들의 비난을 받기도 했는데 대표적으로 MBC <나는 가수다 3> 출연 논란이 있다. 양파 측에서 MBC <우리들의 일밤>의 <나는 가수다3> 에 출연하고 싶다는 의사를 밝히고, 곧 신정수 PD가 양파에게 출연을 제의했다는 기사가 나왔는데, 얼마 뒤 소속사가 "사실은 출연을 제의받은 적이 없다" 고 해명한 것이다. 알고 보니 이효리가 자주 언급했던 예의 김광수 대표의 거짓 언플이었던 것이 들통난 것이었다.
방송이 일시 중단되었던 <나는 가수다3>가 4월 셋째 주 쯤에 녹화를 재개할 예정이라는 소식이 나왔고, 김건모와 정엽의 빈자리를 채울 가수를 섭외해야 하기 때문에 양파가 출연할 수도 있지 않을까 하는 조심스러운 예측도 있었으나 양파는 자신은 출연을 생각한 적도 없고, 본인도 그 일을 기사로 접했을 뿐 자신이 한 말도 아니라며 결국 <나는 가수다> 에 출연하지 않았다.
2012년 5월, 1년 만에 다시 미니앨범 'Together'로 돌아왔다. 이 앨범은 양파 스스로도 자신의 앨범은 아니라고 말한 바 있고, 골수팬들에게도 흑역사이다. 타이틀곡은 '알아요', 수록곡인 '사랑은 다 그런 거래요'를 4월에 먼저 공개했는데 이요원이 뮤비에 등장하고 다비치 이해리가 피처링해 라이브 음악방송도 둘이 함께 하는 등 화젯거리가 충만하여 수록곡 치고 음원 순위는 10위권을 유지했었다. (멜론 차트 연간 97위를 기록)
앨범 수록곡 대부분에 코어콘텐츠미디어 소속 가수 및 연습생들이 피처링 형식으로 참여해서 '끼워 팔기', '신인 홍보' 아니냐는 비판이 쏟아졌다. 앨범 자켓부터 양파가 아닌 같은 소속사 연예인들이 나와있을 정도니 말 다했다. 양파 앨범인지 코어콘텐츠미디어 단체 앨범인지... 그러나 아이러니하게도 '알아요'나 '사랑은 다 그런 거래요' 등의 곡들이 베트남에서 큰 인기를 얻어 나름의 성과는 있었던 모양이다. 수록곡 'Wonderful Girl'의 가사를 썼는데 이 노래 역시 양파 스타일 가사가 돋보인다. 그 후 코어콘텐츠미디어와의 계약은 종료된다.
CJ E&M으로 이적한다는 소문이 돌았으나 SBS 드라마 <신사의 품격> OST '사랑... 어떡하나요'를 내고 2014년 3월 '드래곤뮤직'이라는 새로운 소속사에서 디지털 싱글 'L.O.V.E'를 선보였다. 이 곡도 작사, 작곡에 참여했다.

### 2015 ~ 2018년

#### 나는 가수다 3
미니앨범 이후 근 3년 만에 방송에 출연했다. MBC <나는 가수다 3>의 경연 가수로 돌아온 것. 비주얼 가수라고 해도 좋을 정도로 예뻐졌다. 문채원과 걸스데이 소진이 보인다는 말도 들었다. 나는 가수다 1에서 출연하길 부인했던 양파는 시즌3에 출연하게 된 이유로 공백 기간에 대해 언급하면서 어렸을 때 소속사 문제를 여러 번 겪었는데 처세를 잘 못해서 많이 쉬게 되었다고 말했다. 소속사 소속이란 것에 불편함이 있어 작사 활동을 주로 하고 있었다고...
그리고 목소리에 한국적인 호소력이 담겨있다는 말, 즉 '뽕끼'에 대해서는 옛날엔 그 말을 별로 좋아하지 않았지만, 지금은 그것도 자신만의 매력이라고 생각한다고 말했다.
첫 무대에서 데뷔곡 '애송이의 사랑'을 불러 100만뷰를 며칠 만에 달성, 건재함을 보여줌과 동시에 시청자들의 향수를 자극했다. 20대의 긴 공백기 후 컴백한 양파는 창법이 너무 과하고 느끼해진 것 아니냐는 비판을 받았는데 경연에서는 최대한 과거의 창법을 살려 호평을 받았다.
<나는 가수다 3> 출연 이후 여러 기획사와 접촉하고 있다고 한다. 예전에 기획사와 소송을 벌인 경험도 있고, 하고 싶은 음악과 기획사들이 원하는 음악 사이에 거리도 있어서 고민이 많다고 한다. 앨범 작업은 꾸준히 해와서 2015년 상반기 중에는 기획사 문제도 해결하고, 새 앨범을 선보이고 싶다고 말했다.
나가수 시즌 3에서는 딱 한 번 7위를 차지한 걸 제외하곤 전부 4위 안에 들었고 가왕전에도 진출했다. 그리고 2015년 4월 24일, <나는 가수다 3> 가왕전에서 제 3대 가왕의 자리에 올랐다. 듀엣 경연에서 국카스텐의 하현우와 함께 '붉은 노을'(이문세)을 불러 2위, 솔로 경연에서 '가시나무'(시인과 촌장)를 불러 2위를 기록했는데, 승자는 듀엣 순위와 솔로 순위의 합이 아니라 전체 득표수로 결정돼 가왕이 되었다.
나는 가수다 3 를 통해 양파는 더 이상 우리가 알던 노래만 잘하는 가수가 아니라 음악 전반에 대한 탐구에 진지한 능력 있는 뮤지션이라는 인식이 팬들만이 아니라 대중들에게까지 각인되었다. 명곡을 잘 선곡하는 안목과 누구도 생각지 못할 참신한 편곡을 주도하고 본인의 특장점인 감정을 이입하게 만드는 무대를 선보이며 호평을 이끌어냈기 때문이다. 신드롬을 일으키며 화려하게 스타로 데뷔했고, 많은 히트곡을 보유하고 더욱 대성 할 수 있었음에도 매번 소속사 문제가 발목을 잡은 가수긴 하나 본인이 여전히 음악에 대한 욕심이 많고, 재능과 실력도 출중하며 대중들의 기대도 아직 남아있기 때문에 제대로 준비해서 컴백한다면 재기는 시간 문제일 듯 하다.

#### 그 외
- 5집 프로듀서로 연을 맺고 오랜 친분을 이어오던 작곡가 김도훈이 설립한 RBW에 소속 아티스트로 계약을 맺으며 사내에 개인 레이블을 만들어 후배 양성에도 힘쓸 것을 예고했다.

- 2017년 2월 15일 뮤지컬 보디가드 홍보를 위해 배우 이종혁과 함께 SBS 나이트라인 초대석에 출연하여 인터뷰했는데 예명인 양파가 희화되기 쉽다는 이유로 불만이 있다고 하자 이형근 앵커가 그러면 본명인 이은진으로 부르겠다고 했다.

- 2017년 7월 9일에 방송되었던 판타스틱 듀오 시즌2 마마무와 같이 공연했다.

- 2017년 JTBC드라마 맨투맨OST '오로라'를 발표했다.

- 2017년 12월 8일 싱글 '끌림'을 발표했으나 활발한 활동이 없어 팬들의 아쉬움을 사기도 했고 이 앨범을 끝으로 소속사와 결별한다.

### 2018 ~ 현재

#### 양파의 음악정원
소속사 문제에 늘 순탄치 않았던 양파는 홀로서기를 예고했고, 2018년 9월 28일 오후 서울 영등포구 KBS아트홀에서 KBS2 라디오 개편 설명회가 열렸다. 이 날 설명회에는 DJ 조규찬, 양파, 임백천, 이세준, 그리고 각 프로그램의 제작진이 참석했다.
이 날 양파는 “라디오 DJ를 데뷔한 이후부터 큰 꿈으로 간직하고 있었다. 지금껏 기회가 닿지 않았는데 이제야 시작하게 됐다. 나를 믿고 맡겨주셔서 감사드린다. 사실 요즘은 유튜브 세대라고 하는데, 그 특징은 시대 혹은 아날로그가 시간의 순서가 아니라 하나의 색으로 자리잡고 있다."고 운을 뗐다.
이어 그는 “10년 전에만 해도 라디오 듣는 사람 없지 않느냐고 했다. 근데 이제는 아날로그가 하나의 취향이 되는 것 같다. 회사에서 가장 졸리고 짜증나는 순간에 숲속에서 새 소리를 들려드리는 것 같은 방송, 노래, 사연들을 전해드리면 좋겠다는 포부로 이 자리에 앉았다. 너무 기쁘고 감사하게 지각하지 않고 잘 해나가겠다”고 덧붙였다.
2018년 10월 1일부터 KBS 제2라디오 '양파의 음악정원'(정오 ~ 오후 2시)의 DJ를 맡아 진행하며[24] 가수로 데뷔한 이래 가장 오랫동안 지속적으로 방송 노출을 했던 시기로 손꼽힌다. 데뷔 초 많은 라디오 DJ러브콜이 있었지만 여유가 없어 고사해야만 했고 좀 늦은 감이 있지만 흔쾌히 DJ를 맡아 솔직한 모습과 의외의 아나운서같은 목소리, 또 프로다운 진행에 호평을 받으며 2019년 KBS 연예대상에서 라디오 디제이 부분 신인상을 타기도 한다.
2020년 8월 30일 양파의 음악정원은 종영하였다.

#### 그 외
- 2019년 12월 14일 ~ 15일 'Yangpa 2019 Winter, 있다' 콘서트를 개최했다.

- 2020년 MBC드라마 '그 남자의 기억법' OST '마음의 기록'을 발표했다. (본 드라마에서는 까메오로 특별출연 하기도 했다.[9]

- 2020년 JTBC드라마 '사생활' OST '보통의 꿈'을 발표했다.

- 2021년 1월 1일 유튜브채널을 개설하였다.

- 2021년 JTBC드라마 '한 사람만' OST 'Happy End'를 발표했다.

- 2021년 11월 12일 ~ 13일 '2021 양파콘서트 <겨울 숨>' 콘서트를 개최했다.

- 2023년 10월 14일~15일, '2023 양파 콘서트 <AWAKENING>' 콘서트를 개최했다.

- 2023년 12월 10일 첫 크리스마스 싱글 '12월엔 ( my december )'을 발매한다.

- 2023년 6월 1일~2일, '2024 양파 콘서트 <Seoul Romantique>' 콘서트를 개최했다.

## 디스코그래피

### 정규 앨범
| 발매일     | 앨범명                        | 타이틀곡 / 후속곡                            | PLAY    |
| ---------- | ----------------------------- | -------------------------------------------- | ------- |
| 1996.12.   | 1집 "Yangpa"                  | 애송이의 사랑 / Forever With You (천사의 시) | 🎵 PLAY |
| 1998.01.09 | 2집 "Neverland"               | 알고 싶어요! / 소유                          | 🎵 PLAY |
| 1999.06.23 | 3집 "개구리 연못 속의.. 날다" | A`ddio                                       | 🎵 PLAY |
| 1999.12.29 | 3.5집 "A Letter from Berklee" | 다 알아요                                    |         |
| 2001.03.30 | 4집 "Perfume"                 | Special Night / 고백                         | 🎵 PLAY |
| 2007.05.17 | 5집 "The Windows Of My Soul"  | 사랑.. 그게 뭔데 / 그대를 알고 / Marry Me    | 🎵 PLAY |

### EP·SINGLE
| 발매일     | 앨범명                                                             | 타이틀곡 / 후속곡                      | PLAY    |
| ---------- | ------------------------------------------------------------------ | -------------------------------------- | ------- |
| 2011.03.28 | EP "Elegy Nouveau"                                                 | 아파 아이야 / 너라면 좋겠어            | 🎵 PLAY |
| 2013.05.31 | SINGLE "Hitman Project #5 : A Tribute To The Hitman, David Foster" | Glory Of Love (선물)                   | 🎵 PLAY |
| 2014.03.05 | SINGLE "L.O.V.E"                                                   | L.O.V.E                                | 🎵 PLAY |
| 2015.09.24 | SINGLE <CCM> "Hail To The Brightness (I Am Melody 3)"              | Hail To The Brightness (I Am Melody 3) | 🎵 PLAY |
| 2017.12.08 | SINGLE "끌림"                                                      | 끌림                                   | 🎵 PLAY |
| 2023.12.10 | SINGLE "12월엔 (my december)"                                      | 12월엔 (my december)                   | 🎵 PLAY |
| 2024.05.23 | SINGLE "Seoul"                                                     | Seoul                                  | 🎵 PLAY |

### 비공식 음반
| 발매일     | 앨범명    |
| ---------- | --------- |
| 2003.11.13 | PI..ANHWA |
| 2012.05.09 | Together  |
| 2015.03.04 | The Gold  |

### OST
| 작품명                                    | 참여곡                          | 발매일     | PLAY    |
| ----------------------------------------- | ------------------------------- | ---------- | ------- |
| KBS드라마 '명성황후' (The Lost Empire)    | If I Leave (Clean & White Ver.) | 2001.12.03 | 🎵 PLAY |
| 영화 '달콤한 인생' (The Bittersweet Life) | 달콤한 인생 III                 | 2005.04.04 | 🎵 PLAY |
| MBC드라마 '혼'                            | 령혼                            | 2009.06.29 | 🎵 PLAY |
| 뮤지컬 '천국의 눈물' (Tears Of Heaven)    | Can You Hear Me?                | 2010.12.31 | 🎵 PLAY |
| MBC드라마 '계백'                          | 알고 있나요                     | 2011.08.01 | 🎵 PLAY |
| SBS드라마 '뿌리깊은 나무'                 | 기억할게요                      | 2011.11.03 | 🎵 PLAY |
| SBS드라마 '신사의 품격'                   | 사랑... 어떡하나요              | 2012.06.24 | 🎵 PLAY |
| KBS드라마 '태양은 가득히'                 | 태양은 가득히                   | 2014.03.24 | 🎵 PLAY |
| MMORPG 'AIMA'                             | I'll Be There                   | 2015.09.15 | 🎵 PLAY |
| JTBC드라마 '맨투맨'                       | 오로라                          | 2017.05.26 | 🎵 PLAY |
| MBC드라마 '그 남자의 기억법'              | 마음의 기록                     | 2020.04.02 | 🎵 PLAY |
| JTBC드라마 '사생활'                       | 보통의 꿈                       | 2020.10.14 | 🎵 PLAY |
| JTBC드라마 '한 사람만'                    | Happy End                       | 2021.12.22 | 🎵 PLAY |
| 넷플릭스 드라마 '더 글로리'               | 눈부신 계절                     | 2022.12.30 | 🎵 PLAY |

### 참여 음반
| 가수 - 앨범명                            | 참여곡                       | 발매일     | PLAY    |
| ---------------------------------------- | ---------------------------- | ---------- | ------- |
| 이지훈 3집 - MAN                         | 너를 지켜줄께                | 1998.06.08 | 🎵 PLAY |
| 김조한 2집 - Jo Han 2                    | 어쩔 수 없는                 | 1999.08.01 | 🎵 PLAY |
| 김동률 2집 - 희망                        | 벽                           | 2000.08.16 | 🎵 PLAY |
| Variety - 락(樂)&Rock                    | Blooming                     | 2001.08.01 | 🎵 PLAY |
| 이승환 1집 - His Ballad (재발매)         | 마법의 성                    | 2003.03.14 | 🎵 PLAY |
| 정재일 1집 - 눈물꽃                      | 그럴지도 모른다고            | 2003.12.09 | 🎵 PLAY |
| 김민기 - Light of Factory                | 서곡 (Overture), 공장의 불빛 | 2004.10.15 | 🎵 PLAY |
| MC몽 4집 - Show's Just Begun             | 아홉번째 구름                | 2008.04.17 | 🎵 PLAY |
| 미호 - 비밀                              | 비밀은 어디에 있나요         | 2008.04.17 | 🎵 PLAY |
| 아스트로비츠 - Bits Of Universe          | 어디선가                     | 2011.10.28 | 🎵 PLAY |
| 윤종신 - 2013 월간 윤종신 Repair 6월호   | 나에게 온다                  | 2013.06.03 | 🎵 PLAY |
| Variety - 새시대 통일의 노래 (One Dream) | One Dream One Korea          | 2015.09.21 | 🎵 PLAY |
| 015B - The Legacy 03                     | 6월부터 1월까지              | 2018.10.19 | 🎵 PLAY |
| HYNN - First of all                      | Sweet Love                   | 2022.11.23 | 🎵 PLAY |

### 작사
| 가수 - 앨범명                         | 참여곡                            | 발매일     | PLAY    |
| ------------------------------------- | --------------------------------- | ---------- | ------- |
| 롤러코스터 5집 - Triangle             | After The Tone                    | 2006.02.27 | 🎵 PLAY |
| 이승기 - '내여자친구는 구미호' 삽입곡 | 지금부터 사랑해                   | 2010.09.16 | 🎵 PLAY |
| 티아라 SINGLE - 왜 이러니             | 왜 이러니                         | 2010.11.23 | 🎵 PLAY |
| G.NA 1집 - Black & White              | Black & White, 이제 그만 화풀어요 | 2011.01.18 | 🎵 PLAY |
| 서인영 EP - Brand New ELLY            | 웃기셔, Oh My Gosh                | 2011.11.16 | 🎵 PLAY |
| 알렉스 - '아이두 아이두' OST          | 나였으면                          | 2012.06.20 | 🎵 PLAY |
| f(x) 3집 - Red Light                  | All Night                         | 2014.07.07 | 🎵 PLAY |

## 공연

### 단독콘서트
| 공연명                                                 | 장소                     | 장소                     | 공연일자                |
| ------------------------------------------------------ | ------------------------ | ------------------------ | ----------------------- |
| Yangpa First Concert 1998 (공연일 : 3일)               | 서울                     | 힐튼호텔 컨벤션 센터     | 1998년 5월 31일         |
| Yangpa First Concert 1998 (공연일 : 3일)               | 부산                     | 부산 KBS홀               | 1998년 6월 13일         |
| Yangpa First Concert 1998 (공연일 : 3일)               | 대구                     | 경북 영남대 노천극장     | 1998년 6월 20일         |
| 양파 단독 콘서트 "SHOW, SHOW, SHOW" (공연일 : 2일)     | 이화여대 대강당          | 이화여대 대강당          | 2007년 11월 24일 ~ 25일 |
| 현대카드 Curated 양파 "I am Lee Eunjin" (공연일 : 3일) | 현대카드 Understage      | 현대카드 Understage      | 2016년 2월 12일 ~ 14일  |
| 양파 2019 겨울, 있다 (공연일 : 2일)                    | 올림픽공원 K-아트홀      | 올림픽공원 K-아트홀      | 2019년 12월 13일 ~ 14일 |
| 2021 양파콘서트 <겨울 숨> (공연일 : 2일)               | KT&G 상상마당 대치아트홀 | KT&G 상상마당 대치아트홀 | 2021년 11월 12일 ~ 13일 |
| 2023 양파콘서트 <AWAKENING> (공연일 : 2일)             | LG아트센터 서울          | LG아트센터 서울          | 2023년 10월 14일 ~ 15일 |
| 2024 양파콘서트 <Seoul Romantique> (공연일 : 2일)      | 노들섬 라이브하우스      | 노들섬 라이브하우스      | 2024년 06월 1일 ~ 2일   |

### 기타 공연 및 행사

#### 1997 ~ 2005년
| 년도   | 일자               | 공연명                                                                     | 장소                             | 비고                                          |
| ------ | ------------------ | -------------------------------------------------------------------------- | -------------------------------- | --------------------------------------------- |
| 1997년 | 5월 14일           | MBC FM '별이 빛나는 밤에' 잼 콘서트                                        | 장충체육관                       |                                               |
| 1997년 | 5월 17일           | 드림콘서트                                                                 | 서울올림픽주경기장               |                                               |
| 1998년 | 5월 23일           | 드림콘서트                                                                 | 서울올림픽주경기장               |                                               |
| 1999년 | 4월 24일 ~ 5월 5일 | MBC 어린이 뮤지컬 공룡대모험                                               | 세종문화회관 대강당              | 연출 : 이종훈 작곡 : 최종혁 안무 : 김성일     |
| 1999년 | 7월 21일           | 순결 콘서트                                                                | 서울 잠실 체조경기장 (KSPO DOME) |                                               |
| 1999년 | 8월 21일           | 한,미,일 재즈 페스티벌                                                     | 경기 분당 중앙공원 야외공연장    |                                               |
| 2000년 | 8월 24일           | 박찬호 선발 등판 전 미국 국가 & 캐나다 국가 제창                           | LA 다저스 스타디움               |                                               |
| 2000년 | 12월 31일          | 한일 문화 교류행사                                                         | 일본 후쿠오카 NHK홀              | 일본 제3민항 HIS의 부산-후쿠오카 간 취항 기념 |
| 2001년 | 5월 12일           | 사랑의 집짓기 - 자선기금마련 행사                                          | 서울 이태원 아트갤러리           |                                               |
| 2001년 | 6월 18일           | 사랑의 집짓기 - 자선기금마련 패션쇼                                        | 그랜드 하얏트 서울               |                                               |
| 2002년 | 4월 8일            | 서울예대 실용음악과 특강                                                   |                                  |                                               |
| 2003년 | 12월 18일          | 홍대 드럭&블루데빌 재오픈 기념, 깜짝 게스트                                | DGBD                             |                                               |
| 2005년 | 5월 30일           | 제24회 국제현대무용제, 사사[44] '쇼쇼쇼:쇼는 계속되어야 한다를 재활용하다' | 문예진흥원 예술극장 대극장       |                                               |

#### 2007 ~ 2013년
| 년도   | 일자      | 공연명                                | 장소                              | 장소                              | 비고                                                   |
| ------ | --------- | ------------------------------------- | --------------------------------- | --------------------------------- | ------------------------------------------------------ |
| 2007년 | 7월 22일  | Summer Big4 Concert - Fantastic Star  | 올림픽공원 체조경기장 (KSPO DOME) | 올림픽공원 체조경기장 (KSPO DOME) | with 씨야, SG워너비, FT아일랜드                        |
| 2007년 | 9월 2일   | 사사키 이사오 내한공연 - Guest        | 서울 충무아트홀 대극장            | 서울 충무아트홀 대극장            | [ 10 ]                                                 |
| 2007년 | 10월 25일 | 2007 코리안 시리즈 애국가 제창        | 서울종합운동장 야구장             | 서울종합운동장 야구장             | 3차전 : 두산 vs SK                                     |
| 2008년 | 2월 16일  | 2008 롯데면세점 패밀리 콘서트         | 부산 벡스코 1층 전시관 1&2홀      | 부산 벡스코 1층 전시관 1&2홀      | with 비, 이승환, 사사키 이사오                         |
| 2008년 | 4월 16일  | 김정원과 친구들, 그 세 번째 이야기    | 서울                              | LG아트센터                        | violin 권혁주, viola 김상진 cello 허윤정, piano 노영심 |
| 2008년 | 4월 24일  | 김정원과 친구들, 그 세 번째 이야기    | 부산                              | 부산 시민회관 대극장              | violin 권혁주, viola 김상진 cello 허윤정, piano 노영심 |
| 2008년 | 4월 27일  | 김정원과 친구들, 그 세 번째 이야기    | 대구                              | 대구학생문화센터 대공연장         | violin 권혁주, viola 김상진 cello 허윤정, piano 노영심 |
| 2008년 | 10월 27일 | 모던뮤직 아카데미 10월 뮤지션 특강    | 경기 수원 본원, Seed 공연장       | 경기 수원 본원, Seed 공연장       |                                                        |
| 2008년 | 11월 25일 | 보이스펙트 엔터 주관, IMT 세미나 초청 | 서울 보이스펙트 본원              | 서울 보이스펙트 본원              |                                                        |
| 2011년 | 11월 15일 | 월드비전 패밀리데이                   | 세종대학교 대양홀                 | 세종대학교 대양홀                 |                                                        |
| 2013년 | 11월 6일  | 사랑, 꿈, 기적 희망콘서트             | 예술의 전당 콘서트홀              | 예술의 전당 콘서트홀              |                                                        |

#### 2015년
| 년도   | 일자            | 공연명                                                 | 장소                                      | 비고 |
| ------ | --------------- | ------------------------------------------------------ | ----------------------------------------- | ---- |
| 2015년 | 5월 8일         | 제16회 자선음악회 - 사랑이 머무는 곳에                 | 예술의전당 콘서트홀                       |      |
| 2015년 | 6월 15일        | 텍사스 레인저스 '한국인의 날'행사 애국가&미국국가 제창 | 미국 텍사스 주 알링턴 '글로브 라이프파크' |      |
| 2015년 | 7월 11일        | 트리플래닛 스타숲 프로젝트 - 양파숲 조성 현판식        | 서울 강남구 대치근린공원 '양파숲'         |      |
| 2015년 | 8월 14일 ~ 15일 | 원코리아연합 '통일 염원 대축제' 공연                   | 미국 워싱턴 D.C. 연방의사당&링컨기념관    |      |
| 2015년 | 10월 9일        | ONE K 콘서트                                           | 서울월드컵경기장                          |      |
| 2015년 | 12월 9일        | The 2nd 굿모닝 CEO 가족음악회                          | 서울 상명대 상명아트센터 계당홀           |      |
| 2015년 | 12월 31일       | 2015 GAC 제야음악회                                    | 강동아트센터 대극장 한강                  |      |

#### 2016년
| 년도   | 일자                       | 공연명                                    | 장소                                           | 비고                                  |
| ------ | -------------------------- | ----------------------------------------- | ---------------------------------------------- | ------------------------------------- |
| 2016년 | 3월 25일                   | JW메리어트 동대문 와인앤버스커            | JW메리어트호텔 동대문                          |                                       |
| 2016년 | 8월 2일                    | <마마무x양파x베이식> JOINT CONCERT - 제주 | Korea International School 고등학교 4층 대강당 |                                       |
| 2016년 | 8월 15일                   | Fever Festival - 부산                     | 해운대해수욕장 야외 특설무대                   | with 거미, 국카스텐, 로이킴, 홍진영   |
| 2016년 | 8월 30일                   | 신나는 하모니 Jazz&Dance                  | 공주문예회관 대공연장                          |                                       |
| 2016년 | 9월 21일                   | 열린예술무대 뒤란                         | 울산문화예술회관 야외공연장                    | with 브로맨스, 베이식                 |
| 2016년 | 9월 23일                   | 장애인 문화예술축제 리날레                | 대학로 마로니에공원                            | with 오브로젝트 외                    |
| 2016년 | 9월 24일                   | 러빙유 콘서트 - 용인                      | 용인시청광장                                   | with 마마무, 알리 외                  |
| 2016년 | 9월 27일                   | 제62회 부여백제 예술문화제                | 정림사지 주무대                                |                                       |
| 2016년 | 10월 1일                   | 제주馬축제                                | 렛츠런파크 제주                                | with 수퍼비, 면도, 브로맨스, 오마이걸 |
| 2016년 | 10월 30일                  | 2016년 신나는 예술여행                    | 대학로                                         |                                       |
| 2016년 | 11월 6일                   | 제1회 석촌호수 낙엽거리축제               | 석촌호수공원                                   | with 김현정                           |
| 2016년 | 11월 21일                  | 뮤지컬 보디가드 청음회                    | 이태원 블루스퀘어 삼성카드홀                   |                                       |
| 2016년 | 12월 15일 ~ 2017년 3월 5일 | 뮤지컬 보디가드 - 서울                    | LG아트센터                                     |                                       |
| 2016년 | 12월 31일                  | 2016년 제야음악회 - 군포                  | 군포 문화예술회관 수리홀(대공연장)             | with 조장혁, 임태경                   |

#### 2017년
| 년도   | 일자            | 공연명                                         | 장소                       | 비고                                            |
| ------ | --------------- | ---------------------------------------------- | -------------------------- | ----------------------------------------------- |
| 2017년 | 4월 2일         | 뮤지컬 보디가드 - 부산                         | 소향씨어터 신한카드홀      |                                                 |
| 2017년 | 4월 15일 ~ 16일 | 뮤지컬 보디가드 - 대구                         | 계명아트센터               |                                                 |
| 2017년 | 4월 21일        | 블락비·양파·자이언티·홍경민 - 청주 드림콘서트  | 청주대학교 석우문화체육관  |                                                 |
| 2017년 | 4월 22일        | 2017 뮤즈 인시티 전야제 <올리브 푸드 페스티벌> | 올림픽공원 88잔디마당      | with 김호영, 어반자카파, 차지연, 최현선, 홍대광 |
| 2017년 | 5월 19일        | 구미대학교 축제                                | 구미대학교                 | with 마마무, 먼데이 키즈, 베이식, 브로맨스      |
| 2017년 | 7월 28일        | 하이원 쿨썸머 콘서트                           | 하이원 그랜드호텔 잔디광장 | with 구구단, 여행스케치                         |
| 2017년 | 8월 3일         | 청주 팝스 콘서트                               | 청주 예술의전당 대공연장   |                                                 |
| 2017년 | 9월 14일        | 2017 제10회 대구 국제 Jazz Festival            | 수성못 야외무대            |                                                 |
| 2017년 | 10월 7일        | 울산 한글 문화예술제                           | 울산 문화의 거리           |                                                 |
| 2017년 | 10월 13일       | 동해무릉제                                     | 강원도 동해시 특설무대     | with 백지영, 이진성, 주현미                     |
| 2017년 | 12월 29일       | 나원주 with Friends - 20th Anniversary         | 동덕여대 공연예술센터      | with 김동률, 박원, 정준일, 한동근               |

#### 2018년 ~ 현재
| 년도   | 일자      | 공연명                                              | 장소                                    | 비고                        |
| ------ | --------- | --------------------------------------------------- | --------------------------------------- | --------------------------- |
| 2018년 | 3월 23일  | 2018 러시아워 콘서트 - 곽윤찬 재즈 트리오 with 양파 | LG아트센터                              |                             |
| 2018년 | 4월 28일  | 미르숲 음악회                                       | 충북 진천 미르숲 현대모비스 야외 음악당 |                             |
| 2018년 | 6월 23일  | 2018 김광석 다시 부르기 - 진주                      | 경남문화예술회관 대공연장               |                             |
| 2018년 | 9월 5일   | 세브란스병원 행사                                   | 세브란스병원                            |                             |
| 2018년 | 10월 20일 | JCI 회원 환영의 밤 희망 콘서트                      | 대구 강정보 디아크                      | with 제시, 휘성, 박정현     |
| 2018년 | 11월 17일 | 순국선열의 날 기념식                                | 서대문형무소역사관                      |                             |
| 2019년 | 10월 19일 | 위례 가족 음악회                                    | 위례 트랜짓 몰                          |                             |
| 2019년 | 10월 27일 | 과천 시민 음악회                                    | 과천교회                                |                             |
| 2021년 | 8월 25일  | 마티네 콘서트 <김정원의 낭만가도> III - 인천        | 아트센터 인천 콘서트홀                  | with 고상지, 대니구         |
| 2021년 | 12월 26일 | 대니구 크리스마스 콘서트 - Home Again               | 롯데콘서트홀                            | with 고상지, 대니구, 조윤성 |
| 2022년 | 11월 26일 | 양파의 음악정원 "Revival Radio"                     | 현대카드 Understage                     |                             |
| 2023년 | 2월 12일  | 2023 경록절 마포르네상스 - 폐막식                   | 마포아트센터                            |                             |
| 2023년 | 5월 14일  | 2023 KBO 리그 SSG-한화, 애국가 제창                 | 인천 SSG 랜더스필드                     |                             |

## 수상 경력

### 가요 프로그램 1위
| 곡명             | 일자       | 프로그램                               | 비고                        |
| ---------------- | ---------- | -------------------------------------- | --------------------------- |
| 애송이의 사랑    | 1997.03.08 | MBC <인기가요베스트50>                 |                             |
| 애송이의 사랑    | 1997.03.15 | MBC <인기가요베스트50>                 |                             |
| 애송이의 사랑    | 1997.03.16 | SBS <TV가요20>                         |                             |
| 애송이의 사랑    | 1997.03.19 | KBS <가요톱텐>                         |                             |
| 애송이의 사랑    | 1997.03.22 | MBC <인기가요베스트50>                 | 3주 연속 1위 - BEST OF BEST |
| 애송이의 사랑    | 1997.03.22 | KMTV <쇼! 뮤직탱크>                    |                             |
| 애송이의 사랑    | 1997.03.23 | SBS <TV가요20>                         |                             |
| 애송이의 사랑    | 1997.03.26 | KBS <가요톱텐>                         |                             |
| 애송이의 사랑    | 1997.03.29 | KMTV <쇼! 뮤직탱크>                    |                             |
| 애송이의 사랑    | 1997.03.30 | SBS <TV가요20>                         |                             |
| 애송이의 사랑    | 1997.04.02 | KBS <가요톱텐>                         |                             |
| 애송이의 사랑    | 1997.04.05 | KMTV <쇼! 뮤직탱크>                    |                             |
| 애송이의 사랑    | 1997.04.06 | SBS <TV가요20>                         | 4주 연속 1위                |
| 애송이의 사랑    | 1997.04.09 | KBS <가요톱텐>                         |                             |
| 애송이의 사랑    | 1997.04.15 | KMTV <쇼! 뮤직탱크>                    |                             |
| 애송이의 사랑    | 1997.04.16 | KBS <가요톱텐>                         | 5주 연속 1위 - 골든컵       |
| 애송이의 사랑    | 1997.04.19 | KMTV <쇼! 뮤직탱크>                    | 5주 연속 1위 - 최강자       |
| A`ddio           | 1999.08.29 | SBS <인기가요>                         |                             |
| 사랑.. 그게 뭔데 | 2007.06.21 | M.net <엠카운트다운>                   |                             |
| 사랑.. 그게 뭔데 | 2007.06.23 | KMTV <쇼! 뮤직탱크>                    |                             |
| 사랑.. 그게 뭔데 | 2007.06.24 | SBS <인기가요>                         |                             |
| 사랑.. 그게 뭔데 | 2007.06.30 | KMTV <쇼! 뮤직탱크>                    |                             |
| 사랑.. 그게 뭔데 | 2007.07.01 | SBS <인기가요>                         |                             |
| 사랑.. 그게 뭔데 | 2007.07.07 | KMTV <쇼! 뮤직탱크>                    |                             |
| 사랑.. 그게 뭔데 | 2007.07.08 | SBS <인기가요> 3주 연속 1위 (뮤티즌송) | 트리플 크라운               |
| 사랑.. 그게 뭔데 | 2007.07.14 | KMTV <쇼! 뮤직탱크>                    |                             |
| 사랑.. 그게 뭔데 | 2007.07.21 | KMTV <쇼! 뮤직탱크>                    | 5주 연속 1위 - 최강자       |

### 시상식
| 년도   | 시상식                      | 부문                             | 비고                   |
| ------ | --------------------------- | -------------------------------- | ---------------------- |
| 1997년 | 제8회 서울가요대상          | 신인상                           |                        |
| 1997년 | KMTV 가요대전               | 인기가수상                       |                        |
| 1997년 | KMTV 가요대전               | 최우수 여자 신인상               |                        |
| 1997년 | SBS 가요대전                | 신인상                           |                        |
| 1997년 | KBS 가요대상                | 올해의 가수상                    |                        |
| 1997년 | 일간스포츠                  | 골든디스크상                     |                        |
| 1997년 | 일간스포츠                  | 여자 부문 신인상                 |                        |
| 1998년 | 대한민국 연예예술상         | 청소년 가요 가수상               |                        |
| 1998년 | MBC 가요대상                | 신인상                           |                        |
| 1999년 | KBS 가요대상                | 올해의 가수상                    |                        |
| 2007년 | 싸이월드 디지털 뮤직 어워드 | Song Of Month '사랑.. 그게 뭔데' |                        |
| 2007년 | 제14회 대한민국 연예예술상  | 여자 발라드 부문 가수상          |                        |
| 2007년 | 제8회 대한민국 영상대전     | 포토제닉상                       |                        |
| 2007년 | Mnet KM 뮤직페스티벌        | 발라드 음악상                    |                        |
| 2007년 | 제22회 골든디스크           | 디스크부문 본상                  |                        |
| 2017년 | 제11회 DIMF AWARDS          | 올해의 신인상                    | 뮤지컬 '보디가드'      |
| 2018년 | KBS 연예대상                | 올해의 신인DJ상                  | KBS2FM 양파의 음악정원 |

## 방송
- 1998년 KBS <TV는 사랑을 싣고>
- 2015년 MBC <나는 가수다 3>
- 2016년 MBC <미스터리 음악쇼 복면가왕> - 신비한 원더우먼
- 2016년 MBC <듀엣가요제> - 야생화 (with 박성은)
- 2016년 ~ 2017년 KBS <불후의 명곡>
- 2017년 SBS <판타스틱 듀오>
- 2018년 ~ 2020년 KBS 해피FM <양파의 음악정원> DJ

### 내용주
1. ↑  1집 타이틀곡이자 양파의 최대 히트곡인 애송이의 사랑은 미국에서 녹음한 영어버젼과 한국어 재녹음 버젼으로 출시됐는데, 그 때 녹음한 서울스튜디오가 학교 바로 옆에 있어서 방과 후 녹음실로 교복을 입고 녹음하러 다녔다고 한다.
2. ↑  긴 공백기 중 유일하게 참여한 절친 정재일 1집 수록곡 '그럴지도 모른다고 (feat. 이은)'에서 의지를 엿볼 수 있다.
3. ↑  팬텀에서 이름을 바꾸는 것을 설문했는데 자신들의 추억을 없애지 말아달라는 팬들의 요청이 많아 양파를 그대로 쓰기로 한다.
4. ↑  5주 연속 1위
5. ↑  3주 연속 1위 - Best of Best
6. ↑  4주 연속 1위
7. ↑  여성 솔로 가수의 마지막 골든컵 수상곡이며 후속곡으로 선보인 '천사의 시'도 가요톱텐에서 최고 4위까지 랭크되면서 큰 인기를 누렸다.
8. ↑  당시 신촌뮤직은 음반판매샵까지 운영했는데, 뒤로는 100만장이 넘는 규모의 판매량을 올렸다는 소문도 돌았다.
9. ↑  스포츠서울 제8회 서울가요대상 신인상, SKC 제12회 대한민국 영상음반대상 신인상, KMTV 가요대전 인기가수상 & 최우수 신인가수상, SBS 가요대전 신인상, KBS 가요대상 신인상
10. ↑  양파 1집은 미국에서 전 곡 외국 작곡진들과 작업을 한 명반으로 평가받는다. 해외 작곡진들의 곡에 한국말 가사를 결합하는 지금의 SM ent.의 제작 방식을 양파가 처음 시작했다고 해도 과언이 아니다.
11. ↑  이게 글이어서 맘에 와닿지 않는 거지, 실제로 생각해 보면 너무나도 무시무시하고 끔찍한 상황이다. 당신이 12년 동안 노력해서 맺은 결실이 불합격이란 결과로 갑자기 모두 증발해 버린다 생각해 보라!!
12. ↑  'A`ddio'는 이탈리아어로 '안녕'이라는 뜻으로 헤어질 때 쓰는 말이다. 나중에 시간이 흘러 이승기가 리메이크를 하기도 했다.
13. ↑  양파는 2015년에 추신수 선수 등판때에도 애국가와 미국 국가를 부른 바 있다.
14. ↑  김동률의 요청으로 이 곡을 녹음하러 신해철이 머물던 뉴저지에 갔을 때 신해철을 처음 만났고, 그 처음이자 마지막 만남을 2015 <나는 가수다 3>에서 회고하며 신해철의 명곡 '민물장어의 꿈' 을 선곡해 부르기도 했다.
15. ↑  정재일의 작업에는 전부 '이은'이라는 이름으로 참여했다.
16. ↑  '사랑 안 해'의 작곡가와 '사랑..그게 뭔데'의 작곡가가 똑같이 박근태다.
17. ↑  팬텀 상장폐지 사건은 유명하다. 당시 팬텀에는 유재석, 강호동, 신동엽, 박명수 등의 탑 MC부터 고현정, 조인성 등의 배우들과 양파, 아이디, MC몽까지 소속된 거대 엔터테인먼트사였는데, 갑자기 예고도 없이 회사를 팔아 넘기는 바람에 소속 연예인들이 전부 새 소속사로 이적해야만 하는 상황에 놓였었다.
18. ↑  SBS 신의 목소리에 출연했을 때 김세정이 '아파 아이야' 를 애창곡으로 꼽으며 불러주었다. 이 곡으로 노래 연습을 했고 오디션을 봤다고
19. ↑  2015년 나는 가수다 시즌 3에 출연하게 된다.
20. ↑  이 앨범은 양파 스스로도 자신의 앨범은 아니라고 말한 바 있고, 골수팬들에게도 흑역사이다. (앨범자켓부터 뮤직비디오까지 코어콘텐츠미디어 단체앨범수준이다.)
21. ↑  양파 3.5집에도 수록되었다.

### 기사링크
1. ↑  “[양파] 버클리 음대 입학 4년전액 장학금 받아”.
2. ↑  “양파, 다저스타디움서 美국가 불러”.
3. ↑  “가수 양파, "전속계약 끝났다" 승소”.
4. ↑  “izm 양파 인터뷰”. 2023년 4월 16일에 원본 문서에서 보존된 문서. 2022년 6월 10일에 확인함.
5. ↑  “‘신의 목소리’ 김세정 “연습할 때 노래 많이 불러”…양파에 ‘팬심’ 자랑”.
6. ↑  “양파 "데뷔 초, 양파 CF 거절.. 지금은 후회돼" 고백”. 2022년 8월 14일에 원본 문서에서 보존된 문서. 2022년 6월 10일에 확인함.
7. ↑  “양파, 그 특유의 뽕끼 목소리”.
8. ↑  “양파 "라디오 DJ, 데뷔 이후부터 큰 꿈이었다"”.
9. ↑  “‘그 남자의 기억법’ 양파, OST 참여 이어 카메오 출격 ‘특급 활약’”.
10. ↑  “로맨틱 피아니즘의 정수, 이사오사사키 콘서트 'Missing You'”.